# 阮福寶巑
阮福寶巑（越南语：／；1882年—1941年5月8日），初名阮福寶（越南语：／），又名阮福寶（越南语：／），後改今名，越南阮朝育德帝第九子，生母慈明惠皇后潘氏調。

## 生平
嗣德三十五年（1882年），阮福宝巑出生。嗣德三十六年（1883年），嗣德帝去世，遺詔命皇長子瑞國公阮福膺禛繼位，但三日後權臣尊室說和阮文祥廢黜了瑞國公，另立朗國公阮福洪佚繼位，並把瑞國公一家監禁在住處育德堂。建福元年（1884年）九月，阮文祥下令將阮福膺禛送入監獄，不久即殺害，將其妻妾送回娘家居住，其子女各隨生母回外家居住。這時年幼的阮福寶巑隨母親潘氏調回到了富良社的外家。
成泰元年（1889年），七兄阮福寶嶙繼位，更名阮福昭，是為成泰帝，阮福寶巑成為皇弟。成泰二年（1890年）三月，與十弟阮福寶嵰和十一弟阮福寶𡾊出閣讀書。成泰九年（1897年），隨成泰帝出巡。成泰十二年（1900年）八月，成泰帝封其為宣化郡公（越南语：／），並選延祿郡公阮紳庶女阮嘉氏婷為元配成婚。
成泰十五年（1903年）十二月，成泰帝選禮部尚書吳廷可為阮福寶巑和阮福寶嵰的法語教師，教習兩位皇弟學習法文。成泰十六年（1904年）正月，成泰帝令宣化郡公兼管尊學。成泰帝晉封阮福寶巑為宣化公（越南语：／）。成泰十七年（1905年）十月，尊人府上疏請以宣化公阮福寶巑兼攝尊人府，獲得成泰帝認可，但最終未能任命。成泰十八年（1906年）三月，成泰帝御駕北巡，阮福寶巑和阮福寶嵰擔任護駕親臣隨往。同年八月，法國政府贈阮福寶巑和阮福寶嵰各一五項北斗配星。
維新元年（1907年）七月，成泰帝被廢，維新帝即位。十月，法國駐京欽使大臣黎曰認為寶巑心細多謀，留在順化恐生事端，上報法屬印度支那總督，責令寶巑移居他處。寶巑自請移居慶和省芽莊。維新二年（1908年）十月，宣化公寶巑上疏請求回京，未獲法國欽使同意。維新三年（1909年）八月，時逢育德帝生辰，寶巑再次請求回京參拜，獲得准許。同年十二月，寶巑再次返回順化參拜。維新四年（1910年）三月，寶巑再次上疏，請求回京居住。法國欽使評估後，認為寶巑對政局不會產生不利影響，於是允許其返回順化居住。
保大十六年（1941年）二月，阮福寶巑被晉封為宣化郡王（越南语：／）。保大十六年四月十三日（1941年5月8日），阮福寶巑在順化京城去世，壽六十歲，追贈宣化王（越南语：／），諡端恭。葬於承天府香水縣安舊社（今屬承天順化省順化市安舊坊），在順化市富和坊建祠祭祀。

## 冊文
保大十六年（1941年）追封宣化王上諭：
保大十六年四月十五日，御前文房總理大臣臣范瓊奉上諭，宣化郡王故寶巑，係王室懿親，天性聰慧，久居藩服，心篤忠貞，處家樂善，有古東平王之風。方期長引天年，尊榮共享。詎意一病長辞，良深悼霹。兹特準追封為宣化王，炤新爵給卹，以彰厚道，而慰潛靈。其合行事宜，著有司炤例遵行，欽此。

## 家庭

### 妻室
- 正室阮嘉氏婷，延祿郡公阮紳之女

### 子女
阮福寶巑有7子3女。
- 子阮福永扶
- 子阮福永抱
- 子阮福永拯
- 子阮福永擟
- 子阮福永持
- 子阮福永攀
  - 孙阮福保振，现代越南著名音乐家。
  - 孙阮福保揊，现代越南著名音乐家。
- 子阮福永𢫛
- 女阮福菊芳
- 女阮福美荷
- 女阮福艷蘭